# Dogonbadan
Dogonbadan (perski: دوگنبدان) – miasto w Iranie, w ostanie Kohgiluje wa Bujerahmad. W 2006 roku miasto liczyło 81 902 mieszkańców w 18 264 rodzinach.